# Ban Chấp hành Trung ương Đoàn Thanh niên Cộng sản Hồ Chí Minh
Ban Chấp hành Trung ương Đoàn Thanh niên Cộng sản Hồ Chí Minh (viết tắt là BCHTWĐ hoặc Trung ương Đoàn) là cơ quan lãnh đạo cao nhất của Đoàn Thanh niên Cộng sản Hồ Chí Minh giữa hai kỳ Đại hội đại biểu toàn quốc. Ban Chấp hành Trung ương Đoàn có nhiệm kỳ 5 năm và do Đại hội Đại biểu toàn quốc Đoàn Thanh niên Cộng sản Hồ Chí Minh bầu.
Đứng đầu Ban chấp hành Trung ương Đoàn là Bí thư thứ nhất thường là Ủy viên Trung ương Đảng dự khuyết, một số trường hợp đặc biệt là Ủy viên Trung ương Đảng.
Ban Chấp hành Trung ương Đoàn hiện tại là khóa XII có nhiệm kỳ từ 2022 - 2027, có 144 Ủy viên Ban Chấp hành Trung ương Đoàn.

## Nhiệm vụ và quyền hạn
Ban chấp hành Trung ương Đoàn có nhiệm vụ và quyền hạn sau:
- Ban Chấp hành Trung ương Đoàn là cơ quan đại diện của Đoàn TNCS Hồ Chí Minh trong mối quan hệ công tác với các cơ quan Đảng, Nhà nước và các thành viên của hệ thống chính trị, các tổ chức kinh tế - xã hội khác để thực hiện chức năng, nhiệm vụ theo quy định của Điều lệ Đoàn.
- Ban Chấp hành Trung ương Đoàn có nhiệm vụ chấp hành Nghị quyết của Đại hội đại biểu Đoàn toàn quốc, lãnh đạo công tác xây dựng Đoàn, Hội, Đội; tổ chức chỉ đạo thực hiện nghị quyết Đại hội đại biểu Đoàn toàn quốc và các nghị quyết, chỉ thị của Đảng; báo cáo về hoạt động của mình với đại hội hoặc hội nghị đại biểu toàn quốc; kiến nghị, đề xuất với Đảng, Nhà nước và phối hợp với các cơ quan Nhà nước, Mặt trận Tổ quốc và các tổ chức chính trị - xã hội, các tổ chức kinh tế, xã hội để giải quyết những vấn đề có liên quan đến công tác của Đoàn và phong trào thanh thiếu nhi.
- Quyết định Quy chế hoạt động và chương trình làm việc của Ban Chấp hành Trung ương Đoàn, chương trình công tác Đoàn và phong trào thanh thiếu nhi hằng năm; quyết định Quy chế làm việc của Uỷ ban Kiểm tra Trung ương Đoàn; kiểm tra việc thực hiện các chủ trương, nhiệm vụ, chương trình công tác Đoàn và phong trào thanh thiếu nhi. Việc tổng kết, xây dựng chương trình công tác hằng năm xong trước ngày 20/12.
- Xem xét thí điểm một số chủ trương mới xuất phát từ thực tiễn công tác Đoàn và phong trào thanh thiếu nhi.
- Xem xét cho ý kiến các báo cáo định kỳ hàng năm, báo cáo giữa và cuối nhiệm kỳ, báo cáo bất thường của Ban Thường vụ, Ban Bí thư, Uỷ ban Kiểm tra Trung ương Đoàn. Góp ý kiến đối với báo cáo công tác giữa nhiệm kỳ và cuối nhiệm kỳ của các đồng chí Bí thư Trung ương Đoàn.
- Bầu Ban Thường vụ, Bí thư thứ nhất, các Bí thư Trung ương Đoàn; bầu Uỷ ban kiểm tra Trung ương Đoàn và Chủ nhiệm Uỷ ban Kiểm tra Trung ương Đoàn; lập ra Hội đồng Đội Trung ương; quyết định việc cho rút tên và bầu bổ sung Ủy viên Ban Chấp hành và các chức danh khác trong Ban Chấp hành Trung ương Đoàn; quyết định kỷ luật và xem xét giải quyết khiếu nại kỷ luật theo quy định của Điều lệ Đoàn.
- Quyết định triệu tập và chuẩn bị các văn kiện trình Đại hội, Hội nghị đại biểu toàn quốc của Đoàn; giới thiệu nhân sự để bầu Ban Chấp hành Trung ương Đoàn.
- Xem xét và quyết định điều chỉnh nhiệm kỳ Đại hội đại biểu toàn quốc, kéo dài hoặc rút ngắn nhiệm kỳ Đại hội Đoàn cấp tỉnh khi cần.
- Giám sát việc thực hiện chủ trương, đường lối của Đảng; chính sách, pháp luật của Nhà nước, nhất là các nội dung có liên quan trực tiếp đến công tác Đoàn, Hội, Đội và quyền, lợi ích hợp pháp, chính đáng của cán bộ, đoàn viên, thanh thiếu nhi; việc thực hiện chức năng, nhiệm vụ, quyền hạn thuộc lĩnh vực phụ trách. Phản biện xã hội đối với các văn bản dự thảo về chủ trương, đường lối của Đảng, chính sách, pháp luật của Nhà nước có liên quan trực tiếp đến quyền và lợi ích hợp pháp của đoàn viên, hội viên, tổ chức, hoạt động, chức năng, nhiệm vụ của Đoàn, Hội, Đội. Phối hợp với Mặt trận Tổ quốc Việt Nam thực hiện nhiệm vụ giám sát và phản biện xã hội.
- Thực hiện tự phê bình, phê bình, chất vấn và trả lời chất vấn trong các hội nghị Ban Chấp hành Trung ương Đoàn.
- Thảo luận và quyết định những vấn đề khác do Ban Thường vụ Trung ương Đoàn đề nghị.

## Chế độ họp
Phiên họp của Ban Chấp hành Trung ương Đoàn được gọi là Hội nghị Ban Chấp hành Trung ương Đoàn. Hội nghị được tổ chức thường kỳ 6 tháng 1 lần, họp bất thường khi cần thiết.
Ban Thường vụ điều hành Hội nghị Trung ương Đoàn. Kết thúc Hội nghị, Trung ương Đoàn biểu quyết nghị quyết hội nghị, ủy nhiệm Ban Thường vụ hoàn chỉnh nghị quyết ban hành.
Ủy viên Ủy ban Kiểm tra Trung ương Đoàn được mời tham dự Hội nghị, trừ nội dung Trung ương Đoàn bàn riêng.

## Ủy viên Trung ương Đoàn

### Cơ cấu
Ủy viên Trung ương Đoàn thường được phân theo khối làm việc để đề cử, ứng cử và bầu cử. Các khối làm việc gồm:
1. Khối cơ quan Trung ương Đoàn
2. Khối Tỉnh, Thành Đoàn trực thuộc Trung ương
3. Khối Quân đội-Công an (gọi tắt khối lực lượng vũ trang)
4. Khối Hội Liên hiệp Thanh niên Việt Nam-Hội Sinh viên Việt Nam-Đội Thiếu niên Tiền phong Hồ Chí Minh
5. Khối cán bộ Đoàn các tập đoàn kinh tế tiêu biểu-cán bộ tiêu biểu cấp huyện

Các Ủy viên Trung ương do Đại hội Đại biểu toàn quốc Đoàn Thanh niên Cộng sản Hồ Chí Minh bầu với nhiệm kỳ 5 năm.

### Nhiệm vụ và quyền hạn
Ủy viên Trung ương Đoàn có nhiệm vụ và quyền hạn sau:
- Có quyền ứng cử, đề cử vào Ban Thường vụ, Ủy ban Kiểm tra Trung ương Đoàn và xin rút tên khỏi Ban Chấp hành Trung ương Đoàn, các chức danh lãnh đạo của Đoàn.
- Có quyền chất vấn và được tra lời chất vấn về những nội dung liên quan tới hoạt động của Ban Thường vụ, Ban Bí thư, Ủy ban Kiểm tra Trung ương Đoàn, các cá nhân Ủy viên Ban Chấp hành Trung ương Đoàn khác. Đồng thời có trách nhiệm trả lời chất vấn về các vấn đề có liên quan đến trách nhiệm của Ủy viên Ban Chấp hành Trung ương Đoàn.
- Định kỳ hành năm, kiểm điểm việc thực hiện trách nhiệm được giao, phẩm chất đạo đức, lối sống theo hướng dẫn của Ban Bí thư Trung ương Đoàn.
- Chấp hành nghiêm Điều lệ Đoàn, Nghị quyết Đại hội Đoàn toàn quốc, các nghị quyết, quyết định và chủ trương công tác của Ban Chấp hành, Ban Thường vụ, Ban Bí thư Trung ương Đoàn; Có trách nhiệm quán triệt và tổ chức thực hiện tốt những nội dung chương trình công tác của Đoàn thuộc lĩnh vực, địa phương, đơn vị công tác hoặc lĩnh vực được phân công phụ trách.
- Tham dự đầy đủ các kỳ họp của Ban Chấp hành Trung ương (trường hợp xin phép phải được Ban Bí thư Trung ương Đoàn chấp thuận); có trách nhiệm thảo luận và quyết định các vấn đề của Ban Chấp hành Trung ương Đoàn.
- Tham gia hoạt động trong các tiểu ban, các tổ công tác hoặc các hình thức khác do Ban Chấp hành, Ban Thường vụ, Ban Bí thư Trung ương Đoàn thành lập và có trách nhiệm giải quyết công việc được giao theo thẩm quyền.
- Đề xuất với Ban Bí thư, Ban Thường vụ, Ban Chấp hành Trung ương Đoàn về các chủ trương, chương trình hoạt động liên quan đến lĩnh vực, địa phương được phân công phụ trách.
- Được cung cấp và yêu cấu cung cấp thông tin về tình hình công tác Đoàn và phong trào thanh thiếu nhi, hoạt động của Hội, Đội và việc thực hiện các Nghị quyết của Đoàn.

## Danh sách Ban Chấp hành Trung ương Đoàn khóa XII (nhiệm kỳ 2022 - 2027)
1. Nguyễn Thái An, Ủy viên Ban Thường vụ Trung ương Đoàn khóa XI, Trưởng Ban Tuyên giáo Trung ương Đoàn
2. Phạm Tuấn Anh, Ủy viên Ban Chấp hành Trung ương Đoàn khóa XI, Phó Trưởng Ban Thanh niên, Báo Tiền Phong
3. Lư Thị Ngọc Anh, Ủy viên Ban Thường vụ Trung ương Đoàn khóa XI, Bí thư Thành đoàn Cần Thơ
4. Trần Vân Anh, Ủy viên Ban Chấp hành Trung ương Đoàn khóa XI, Phó Trưởng ban Dân tộc, Ủy ban Trung ương MTTQ Việt Nam
5. Trần Tuấn Anh, Bí thư Đoàn Văn phòng Trung ương Đảng
6. Dương Thái Anh, Bí thư Đoàn Tập đoàn Điện lực Việt Nam
7. Trần Xuân Bách, Bí thư Đoàn Bộ Khoa học và Công nghệ
8. Đặng Đại Bàng, Ủy viên Ban Chấp hành Trung ương Đoàn khóa XI, Bí thư Tỉnh đoàn Quảng Bình
9. Phan Duy Bằng, Bí thư Tỉnh đoàn An Giang
10. Đoàn Ngọc Báu, Trưởng phòng Công tác quần chúng, Cục Chính trị, Bộ đội Biên phòng
11. Trần Quốc Bình, Ủy viên Ban Chấp hành Trung ương Đoàn khóa XI, Bí thư Đoàn Tập đoàn Công nghiệp Cao su Việt Nam
12. Triệu Như Cai, Trợ lý thanh niên, Phòng Công tác quần chúng, Cục Chính trị, Quân khu 2
13. Nguyễn Bá Cát, Ủy viên Ban Chấp hành Trung ương Đoàn khóa XI, Phó Trưởng ban Thanh niên Trường học Trung ương Đoàn, Phó Chủ tịch Trung ương Hội Sinh viên Việt Nam
14. Lê Văn Châu, Ủy viên Ban Chấp hành Trung ương Đoàn khóa XI, Bí thư Tỉnh đoàn Thanh Hóa
15. Vũ Văn Chúc, Ủy viên Ban Chấp hành Trung ương Đoàn khóa XI, Phó Chủ nhiệm Ủy ban Kiểm tra Trung ương Đoàn khóa XI, Phó Trưởng ban Kiểm tra Trung ương Đoàn
16. Ngô Văn Cương, Bí thư Trung ương Đoàn khóa XI, Chủ nhiệm Ủy ban Kiểm tra Trung ương Đoàn khóa XI
17. Trần Trí Cường, Ủy viên Ban Chấp hành Trung ương Đoàn khóa XI, Bí thư Tỉnh đoàn Trà Vinh
18. Vũ Gia Dân, Phó Trưởng ban Công tác thiếu nhi Trung ương Đoàn
19. Nguyễn Ngọc Dân, Ủy viên Ban Chấp hành Trung ương Đoàn khóa XI, Bí thư Đoàn cơ quan Ban Tổ chức Trung ương
20. Nguyễn Hải Đăng, Ủy viên Ban Chấp hành Trung ương Đoàn khóa XI, Ủy viên Ủy ban Trung ương Hội LHTN Việt Nam, Phó Bí thư Tỉnh đoàn Lào Cai, Chủ tịch Hội LHTN Việt Nam tỉnh Lào Cai
21. Nguyễn Hoàng Đạo, Ủy viên Ban Chấp hành Trung ương Đoàn khóa XI, Bí thư Tỉnh đoàn Cà Mau
22. Triệu Thị Ngọc Diễm, Ủy viên Ban Chấp hành Trung ương Đoàn khóa XI, Bí thư Tỉnh đoàn Sóc Trăng
23. Hoàng Hồng Diệu, Ủy viên Ban Chấp hành Trung ương Đoàn khóa XI, Bí thư Tỉnh đoàn Cao Bằng
24. Trần Văn Đông, Ủy viên Ban Thường vụ Trung ương Đoàn khóa XI, Trưởng Ban Kiểm tra Trung ương Đoàn
25. Lê Minh Đức, Ủy viên Ban Chấp hành Trung ương Đoàn khóa XI, Bí thư Đoàn Thông tấn xã Việt Nam
26. Nguyễn Mạnh Dũng, Ủy viên Ban Chấp hành Trung ương Đoàn khóa XI, Bí thư Thành đoàn Đà Nẵng
27. Vũ Huy Dương, Ủy viên Ban Chấp hành Trung ương Đoàn khóa XI, Phó Trưởng Ban Thanh niên Xung phong Trung ương Đoàn
28. Đoàn Quang Duy, Ủy viên Ban Chấp hành Trung ương Đoàn khóa XI, Bí thư Tỉnh đoàn Thái Nguyên
29. Hồ Khánh Duy, Ủy viên Ban Chấp hành Trung ương Đoàn khóa XI, Bí thư Đoàn Ủy ban Quản lý vốn nhà nước tại Doanh nghiệp
30. Bùi Đức Giang, Ủy viên Ban Chấp hành Trung ương Đoàn khóa XI, Bí thư Tỉnh đoàn Phú Thọ
31. Hoàng Xuân Giao, Ủy viên Ban Chấp hành Trung ương Đoàn khóa XI, Bí thư Tỉnh đoàn Hòa Bình
32. Trần Thu Hà, Ủy viên Ban Chấp hành Trung ương Đoàn khóa XI, Phó Bí thư Thành đoàn, Chủ tịch Hội Sinh viên Việt Nam TP Hồ Chí Minh
33. Hà Đức Hải, Bí thư Tỉnh đoàn Yên Bái
34. Hoàng Văn Hải, Ủy viên Ban Chấp hành Trung ương Đoàn khóa XI, Bí thư Tỉnh đoàn Quảng Ninh
35. Ngô Minh Hải, Ủy viên Ban Chấp hành Trung ương Đoàn khóa XI, Phó Bí thư Thường trực Thành đoàn TP Hồ Chí Minh
36. Vũ Hồng Hậu, Ủy viên Ban Chấp hành Trung ương Đoàn khóa XI, Bí thư Đoàn Than Quảng Ninh
37. Nguyễn Xuân Hiếu, Ủy viên Ban Chấp hành Trung ương Đoàn khóa XI, Phó Trưởng ban Đoàn kết tập hợp thanh niên Trung ương Đoàn
38. Trần Văn Hiểu, Bí thư Đoàn Học viện An ninh nhân dân, Bộ Công an
39. Hứa Thanh Hoa, Bí thư Đoàn Đại học Quốc gia Hà Nội
40. Nguyễn Thanh Hoài, Ủy viên Ban Chấp hành Trung ương Đoàn khóa XI, Bí thư Tỉnh đoàn Thừa Thiên Huế
41. Nguyễn Tiến Hưng, Phó Chủ tịch Trung ương Hội Sinh viên Việt Nam, Phó Bí thư Thành đoàn, Chủ tịch Hội Sinh viên Việt Nam TP Hà Nội
42. Hoàng Tiến Hưng, Ủy viên Ban Chấp hành Trung ương Đoàn khóa XI, Bí thư Đoàn Tập đoàn Bưu chính Viễn thông Việt Nam (VNPT)
43. Đỗ Thị Hương, Ủy viên Ban Chấp hành Trung ương Đoàn khóa XI, Bí thư Tỉnh đoàn Hà Giang
44. Nguyễn Ny Hương, Bí thư Tỉnh đoàn Hà Tĩnh
45. Phùng Thị Diệu Hương, Ủy viên Ban Chấp hành Trung ương Đoàn khóa XI, Bí thư Ban Cán sự Đoàn Đại học Quốc gia TP Hồ Chí Minh
46. Đoàn Thị Kiều Hương, Ủy viên Ban Chấp hành Trung ương Đoàn khóa XI, Bí thư Đoàn Ngân hàng TMCP Công thương Việt Nam (Vietinbank)
47. Trần Hữu, Ủy viên Ban Thường vụ Trung ương Đoàn khóa XI, Trưởng Ban Thanh niên Công nhân và Đô thị Trung ương Đoàn
48. Bùi Quang Huy, Ủy viên dự khuyết Ban Chấp hành Trung ương Đảng, Bí thư Thứ nhất Trung ương Đoàn khóa XI, Chủ nhiệm Ủy ban Quốc gia về thanh niên Việt Nam
49. Nguyễn Quốc Huy, Ủy viên Ban Thường vụ Trung ương Đoàn khóa XI, Chánh Văn phòng Trung ương Đoàn
50. Đặng Thành Huy, Ủy viên Ban Chấp hành Trung ương Đoàn khóa XI, Bí thư Tỉnh đoàn Điện Biên
51. Nguyễn Quang Huy Ủy viên Ban Chấp hành Trung ương Đoàn khóa XI, Trưởng phòng Công tác quần chúng, Cục Chính trị, Quân khu 1
52. Trần Công Khánh, Bí thư Tỉnh đoàn Vĩnh Long
53. Dương Xuân Khiêm Ủy viên Ban Chấp hành Trung ương Đoàn khóa XI, Phó Trưởng ban Tuyên giáo Trung ương Đoàn
54. Thân Trung Kiên, Ủy viên Ban Thường vụ Trung ương Đoàn khóa XI, Bí thư Tỉnh đoàn Bắc Giang
55. Nguyễn Trung Kiên, Bí thư Tỉnh đoàn Vĩnh Phúc 56 Nguyễn Minh Kiên Bí thư Tỉnh đoàn Đồng Nai
57. Bùi Thế Kỷ, Ủy viên Ban Chấp hành Trung ương Đoàn khóa XI, Trưởng phòng Công tác quần chúng, Cục Chính trị, Quân khu 4
58. Nguyễn Tường Lâm, Bí thư Trung ương Đoàn khóa XI, Phó Chủ nhiệm Thường trực Ủy ban Quốc gia về thanh niên Việt Nam
59. Trịnh Như Lâm, Ủy viên Ban Chấp hành Trung ương đoàn khóa XI, Bí thư Tỉnh đoàn Ninh Bình
60. Nguyễn Nhất Linh, Ủy viên Ban Chấp hành Trung ương Đoàn khóa XI, Phó Trưởng ban Tuyên giáo Trung ương Đoàn
61. Bùi Hữu Lộc, Ủy viên Ban Chấp hành Trung ương Đoàn khóa XI, Bí thư Tỉnh đoàn Hậu Giang
62. Lê Hải Long, Ủy viên Ban Thường vụ Trung ương Đoàn khóa XI, Trưởng Ban Công tác thiếu nhi Trung ương Đoàn, Phó Chủ tịch thường trực Hội đồng Đội Trung ương
63. Đinh Mai Long Ủy viên Ban Chấp hành Trung ương Đoàn khóa XI, Vụ trưởng, Chánh Văn phòng Bảo hiểm Xã hội Việt Nam
64. Nguyễn Ngọc Lương, Bí thư Thường trực Trung ương Đoàn khóa XI, Chủ tịch Trung ương Hội Liên hiệp Thanh niên Việt Nam
65. Lê Văn Lương, Ủy viên Ban Chấp hành Trung ương Đoàn khóa XI, Bí thư Tỉnh đoàn Nghệ An
66. Vũ Hồng Luyến, Ủy viên Ban Chấp hành Trung ương Đoàn khóa XI, Bí thư Tỉnh đoàn Hưng Yên
67. Vũ Thị Tuyết Mai, Ủy viên Ban Chấp hành Trung ương Đoàn khóa XI, Phó Trưởng ban Tổ chức Trung ương Đoàn
68. Giàng Thị Mai, Bí thư Tỉnh đoàn Lào Cai
69. Nguyễn Hải Minh, Ủy viên Ban Thường vụ Trung ương Đoàn khóa XI, Trưởng Ban Đoàn kết tập hợp thanh niên Trung ương Đoàn, Phó Chủ tịch thường trực Trung ương Hội LHTN Việt Nam
70. Trần Hoài Minh, Ủy viên Ban Chấp hành Trung ương Đoàn khóa XI, Phó Trưởng ban Quốc tế Trung ương Đoàn
71. Chu Hồng Minh, Ủy viên Ban Thường vụ Trung ương Đoàn khóa XI, Bí thư Thành đoàn Hà Nội
72. Nguyễn Quang Minh, Ủy viên Ban Chấp hành Trung ương Đoàn khóa XI, Bí thư Tỉnh đoàn Tiền Giang
73. Phạm Trường Minh, Ủy viên Ban Chấp hành Trung ương Đoàn khóa XI, Bí thư Đoàn Cục Cảnh sát quản lý trại giam, cơ sở giáo dục bắt buộc, trường giáo dưỡng, Bộ Công an
74. Nguyễn Hải Nam, Ủy viên Ban Chấp hành Trung ương Đoàn khóa XI, Phó Chánh Văn phòng Trung ương Đoàn
75. Trần Ngọc Nam, Ủy viên Ban Thường vụ Trung ương Đoàn khóa XI, Bí thư Tỉnh đoàn Hà Nam
76. Hoàng Thái Nam, Phó Trưởng ban Công tác thiếu nhi Trung ương Đoàn, Ủy viên Hội đồng Đội Trung ương
77. Trần Viết Năng, Ủy viên Ban Thường vụ Trung ương Đoàn khóa XI, Trưởng Ban Thanh niên Quân đội
78. Cao Lê Tùng Nghĩa, Ủy viên Ban Chấp hành Trung ương Đoàn khóa XI, Bí thư Tỉnh đoàn Quảng Ngãi
79. Hồ Hồng Nguyên, Ủy viên Ban Chấp hành Trung ương Đoàn khóa XI, Quyền Trưởng Ban Thanh niên Trường học Trung ương Đoàn, Phó Chủ tịch thường trực Trung ương Hội Sinh viên Việt Nam
80. Dương Minh Nguyệt, Ủy viên Ban Thường vụ Trung ương Đoàn khóa XI, Bí thư Tỉnh đoàn Tuyên Quang
81. Phan Đình Nhân Ủy viên Ban Chấp hành Trung ương Đoàn khóa XI, Bí thư Tỉnh đoàn Kiên Giang
82. H' Giang Niê, Ủy viên Ban Chấp hành Trung ương Đoàn khóa XI, Bí thư Tỉnh đoàn Đắk Lắk
83. Nguyễn Hồng Phong, Trợ lý thanh niên, Phòng Công tác quần chúng, Cục Chính trị, Quân khu 5
84. Trần Hải Phú, Bí thư Tỉnh đoàn Long An
85. Huỳnh Hữu Phúc, Ủy viên Ban Chấp hành Trung ương Đoàn khóa XI, Bí thư Tỉnh đoàn Ninh Thuận
86. Xiêng Thanh Phúc, Ủy viên Ban Chấp hành Trung ương Đoàn khóa XI, Bí thư Tỉnh đoàn Kon Tum
87. Phan Thị Thanh Phương, Ủy viên Ban Thường vụ Trung ương Đoàn khóa XI, Bí thư Thành đoàn TP Hồ Chí Minh
88. Cù Đức Quân, Ủy viên Ban Chấp hành Trung ương Đoàn khóa XI, Phó Chánh Văn phòng Trung ương Đoàn
89. Trương Minh Quang, Bí thư Tỉnh đoàn Bình Thuận
90. Nguyễn Chí Quang, Trợ lý thanh niên, Phòng Công tác quần chúng, Cục Chính trị, Quân khu 9
91 Nguyễn Kim Quy, Ủy viên Ban Thường vụ Trung ương Đoàn khóa XI, Phó Trưởng ban Đoàn kết tập hợp thanh niên Trung ương Đoàn, Phó Chủ tịch Trung ương Hội LHTN Việt Nam
92. Lâm Văn Quyết, Trợ lý thanh niên, Cục Chính trị, Quân chủng Phòng không - Không quân
93. Phan Hoài Quyết, Trưởng phòng Công tác quần chúng, Cục Chính trị, Quân khu 7
94. Thiệu Minh Quỳnh, Ủy viên Ban Chấp hành Trung ương Đoàn khóa XI, Bí thư Tỉnh đoàn Thái Bình
95. Trần Thị Chúc Quỳnh, Ủy viên Ban Thường vụ Trung ương Đoàn khóa XI, Bí thư Tỉnh đoàn Lâm Đồng
96. Lâm Như Quỳnh, Ủy viên Ban Chấp hành Trung ương Đoàn khóa XI, Bí thư Tỉnh đoàn Bến Tre
97. Nguyễn Đức Sâm, Ủy viên Ban Chấp hành Trung ương Đoàn khóa XI, Bí thư Tỉnh đoàn Bắc Ninh
98. Nguyễn Hồng Sáng, Ủy viên Ban Chấp hành Trung ương Đoàn khóa XI, Bí thư Tỉnh đoàn Hải Dương
99. Nguyễn Hoàng Sơn, Thư ký Bí thư Thứ nhất Trung ương Đoàn
100. Tạ Hồng Sơn, Bí thư Đoàn Bộ Nông nghiệp và Phát triển nông thôn
101. Phạm Tuấn Tài, Bí thư Tỉnh đoàn Bạc Liêu
102. Nguyễn Trung Tâm, Ủy viên Ban Chấp hành Trung ương Đoàn khóa XI, Ủy viên Ủy ban Kiểm tra Trung ương Đoàn khóa XI, Phó Trưởng ban Kiểm tra Trung ương Đoàn
103. Triệu Văn Thái, Ủy viên Ban Chấp hành Trung ương Đoàn khóa XI, Bí thư Tỉnh đoàn Nam Định
104. Phạm Thị Thanh, Ủy viên Ban Chấp hành Trung ương Đoàn khóa XI, Bí thư Tỉnh đoàn Quảng Nam
105. Vũ Minh Thảo, Ủy viên Ban Chấp hành Trung ương Đoàn khóa XI, Phó Trưởng ban Thanh niên Nông thôn Trung ương Đoàn
106. Hà Thị Giang Thảo, Ủy viên Ban Chấp hành Trung ương Đoàn khóa XI, Bí thư Tỉnh đoàn Gia Lai
107. Nguyễn Thị Anh Thảo, Ủy viên Ban Chấp hành Trung ương Đoàn khóa XI, Phó Bí thư Thành đoàn, Chủ tịch Hội đồng Đội TP Đà Nẵng
108. Nguyễn Tiến Thịnh, Ủy viên Ban Chấp hành Trung ương Đoàn khóa XI, Bí thư Tỉnh đoàn Lai Châu
109. Nguyễn Xuân Thọ, Ủy viên Ban Chấp hành Trung ương Đoàn khóa XI, Phó Trưởng ban Thanh niên Công nhân và Đô thị Trung ương Đoàn
110. Hoàng Thị Minh Thu, Ủy viên Ban Thường vụ Trung ương Đoàn khóa XI, Bí thư Đoàn Khối Doanh nghiệp Trung ương
111. Trần Thị Thu, Ủy viên Ban Chấp hành Trung ương Đoàn khóa XI, Bí thư Tỉnh đoàn Quảng Trị
112. Đinh Thị Anh Thư, Ủy viên Ban Chấp hành Trung ương Đoàn khóa XI, Bí thư Tỉnh đoàn Lạng Sơn
113. Huỳnh Minh Thức, Ủy viên Ban Thường vụ Trung ương Đoàn khóa XI, Bí thư tỉnh đoàn Đồng Tháp
114. Vương Toàn Thu Thủy Ủy viên Ban Chấp hành Trung ương Đoàn khóa XI, Bí thư Thành đoàn Hải Phòng
115. Nguyễn Đức Tiến, Ủy viên Ban Chấp hành Trung ương Đoàn khóa XI, Phó Bí thư Thường trực Thành đoàn Hà Nội
116. Trần Đức Toàn, Ủy viên Ban Chấp hành Trung ương Đoàn khóa XI, Bí thư Đoàn Bộ Nội vụ
117. Y Lê Pas Tơr, Ủy viên Ban Chấp hành Trung ương Đoàn khóa XI, Ủy viên Ủy ban Trung ương Hội LHTN Việt Nam, Phó Bí thư Tỉnh đoàn Đắk Lắk, Chủ tịch Hội LHTN Việt Nam tỉnh Đắk Lắk
118. Trịnh Thị Hiền Trân, Phó Bí thư Thành đoàn, Chủ tịch Hội đồng Đội TP Hồ Chí Minh
119. Nguyễn Phạm Duy Trang, Bí thư Trung ương Đoàn khóa XI, Chủ tịch Hội đồng Đội Trung ương
120. Cầm Thị Huyền Trang, Ủy viên Ban Thường vụ Trung ương Đoàn khóa XI, Bí thư Tỉnh đoàn Sơn La
121. Nguyễn Minh Triết, Bí thư Trung ương Đoàn khóa XI, Chủ tịch Trung ương Hội Sinh viên Việt Nam
122. Trần Thị Diễm Trinh, Bí thư Tỉnh đoàn Bình Dương
123. Triệu Tiến Trình, Bí thư Tỉnh đoàn Bắc Kạn
124. Trần Hoàng Trực, Bí thư Tỉnh đoàn Bình Phước
125. Hà Duy Trung, Ủy viên Ban Chấp hành Trung ương Đoàn khóa XI, Bí thư Tỉnh đoàn Bình Định
126. Lê Thanh Tú, Ủy viên Ban Thường vụ Trung ương Đoàn khóa XI, Trưởng ban Thanh niên Xung phong Trung ương Đoàn
127. Ngô Minh Tú, Ủy viên Ban Chấp hành Trung ương Đoàn khóa XI, Bí thư Đoàn Cục Quản lý xuất nhập cảnh, Bộ Công an
128. Nguyễn Hữu Tú, Ủy viên Ban Chấp hành Trung ương Đoàn khóa XI, Phó Trưởng ban Đoàn kết tập hợp thanh niên Trung ương Đoàn, Phó Chủ tịch thường trực kiêm Tổng thư ký Hội Thầy thuốc trẻ Việt Nam
129. Bùi Minh Tuấn, Ủy viên Ban Thường vụ Trung ương Đoàn khóa XI, Trưởng Ban Tổ chức Trung ương Đoàn
130. Trần Anh Tuấn, Bí thư Tỉnh đoàn Khánh Hòa
131. Đậu Bá Tuấn, Ủy viên Ban Chấp hành Trung ương Đoàn khóa XI, Bí thư Đoàn Bộ Tư lệnh Cảnh sát cơ động, Bộ Công an
132. Nguyễn Văn Tuấn, Bí thư Đoàn Bộ Giáo dục và Đào tạo
133. Đào Anh Tuấn, Bí thư Đoàn Học viện Chính trị quốc gia Hồ Chí Minh
134. Lại Văn Tung, Trợ lý thanh niên, Phòng Công tác quần chúng, Cục Chính trị, Quân chủng Hải quân
135. Lâm Tùng, Phó Trưởng ban Thanh niên Trường học Trung ương Đoàn
136. Bùi Hoàng Tùng, Bí thư Đoàn Khối Các cơ quan Trung ương
137. Lương Minh Tùng, Bí thư Tỉnh đoàn Phú Yên
138. Nguyễn Thanh Tùng, Ủy viên Ban Chấp hành Trung ương Đoàn khóa XI, Bí thư Tỉnh đoàn Tây Ninh
139. Nguyễn Ngọc Sơn Tùng, Bí thư Đoàn Văn phòng Chính phủ
140. Bạch Quốc Tuyên, Ủy viên Ban Chấp hành Trung ương Đoàn khóa XI, Phó Trưởng phòng Công tác quần chúng, Cục Công tác Đảng và công tác chính trị, Bộ Công an
141. Hồ Thị Ánh Tuyết, Ủy viên Ban Chấp hành Trung ương Đoàn khóa XI, Bí thư Tỉnh đoàn Bà Rịa - Vũng Tàu
142. Đào Anh Văn, Ủy viên Ban Chấp hành Trung ương Đoàn khóa XI, Trợ lý thanh niên, Phòng Công tác quần chúng, Cục Chính trị, Quân khu 3
143. Nguyễn Thị Thu Vân, Ủy viên Ban Thường vụ Trung ương Đoàn khóa XI, Trưởng Ban Thanh niên Nông thôn Trung ương Đoàn
144. Đồng Đức Vũ, Ủy viên Ban Thường vụ Trung ương Đoàn khóa XI, Phó Trưởng Phòng Công tác quần chúng, Cục Công tác Đảng.

## Ban Thường vụ Ban Chấp hành Trung ương Đoàn Thanh niên Cộng sản Hồ Chí Minh
Xem thêm: Ban Thường vụ Trung ương Đoàn Thanh niên Cộng sản Hồ Chí Minh

## Ban Bí thư Ban Chấp hành Trung ương Đoàn Thanh niên Cộng sản Hồ Chí Minh
Xem thêm: Ban Bí thư Ban Chấp hành Trung ương Đoàn Thanh niên Cộng sản Hồ Chí Minh